# Parcul sportiv Iuliu Hațieganu

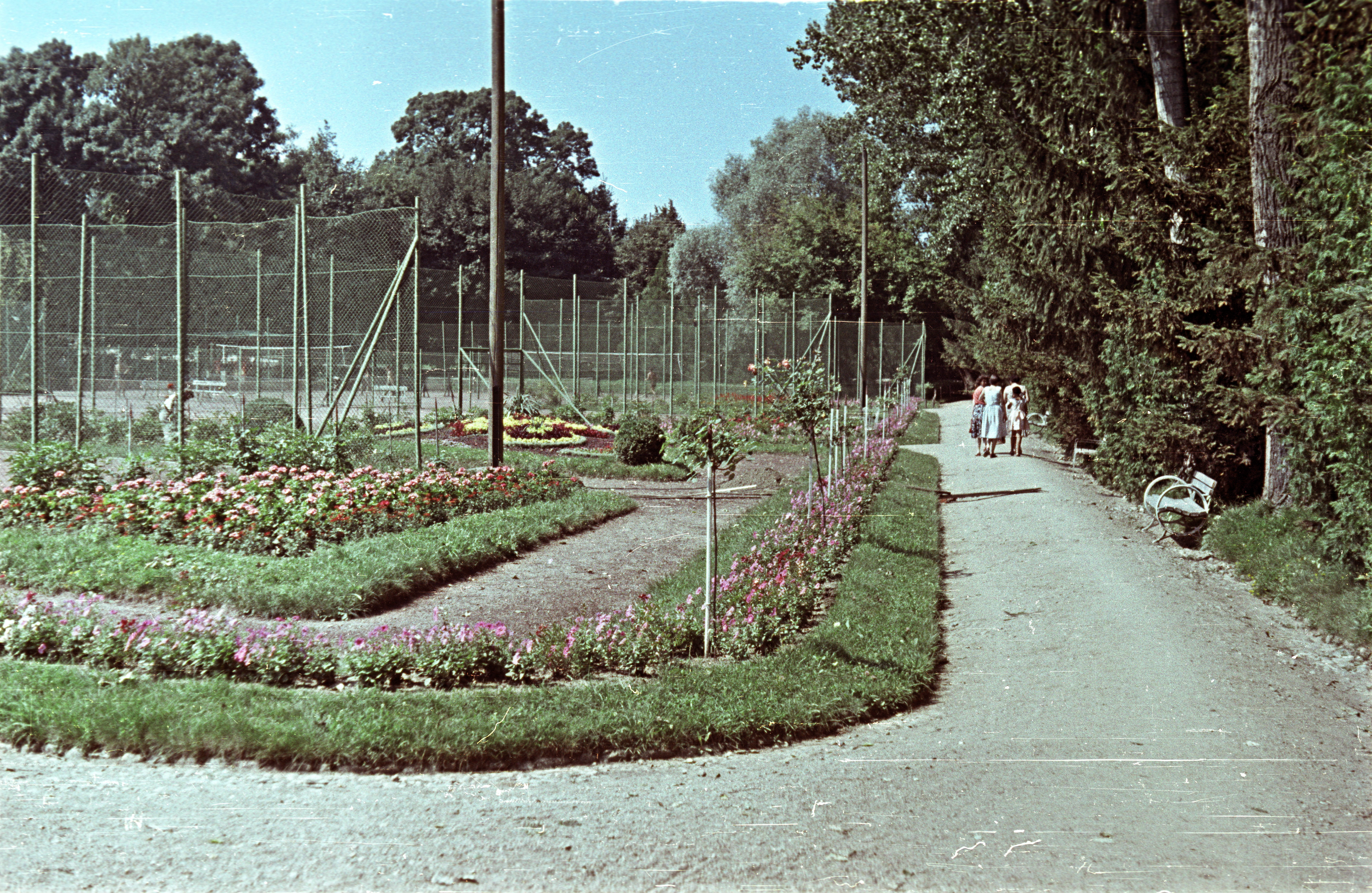
Parcul Victor Babeș (1961)

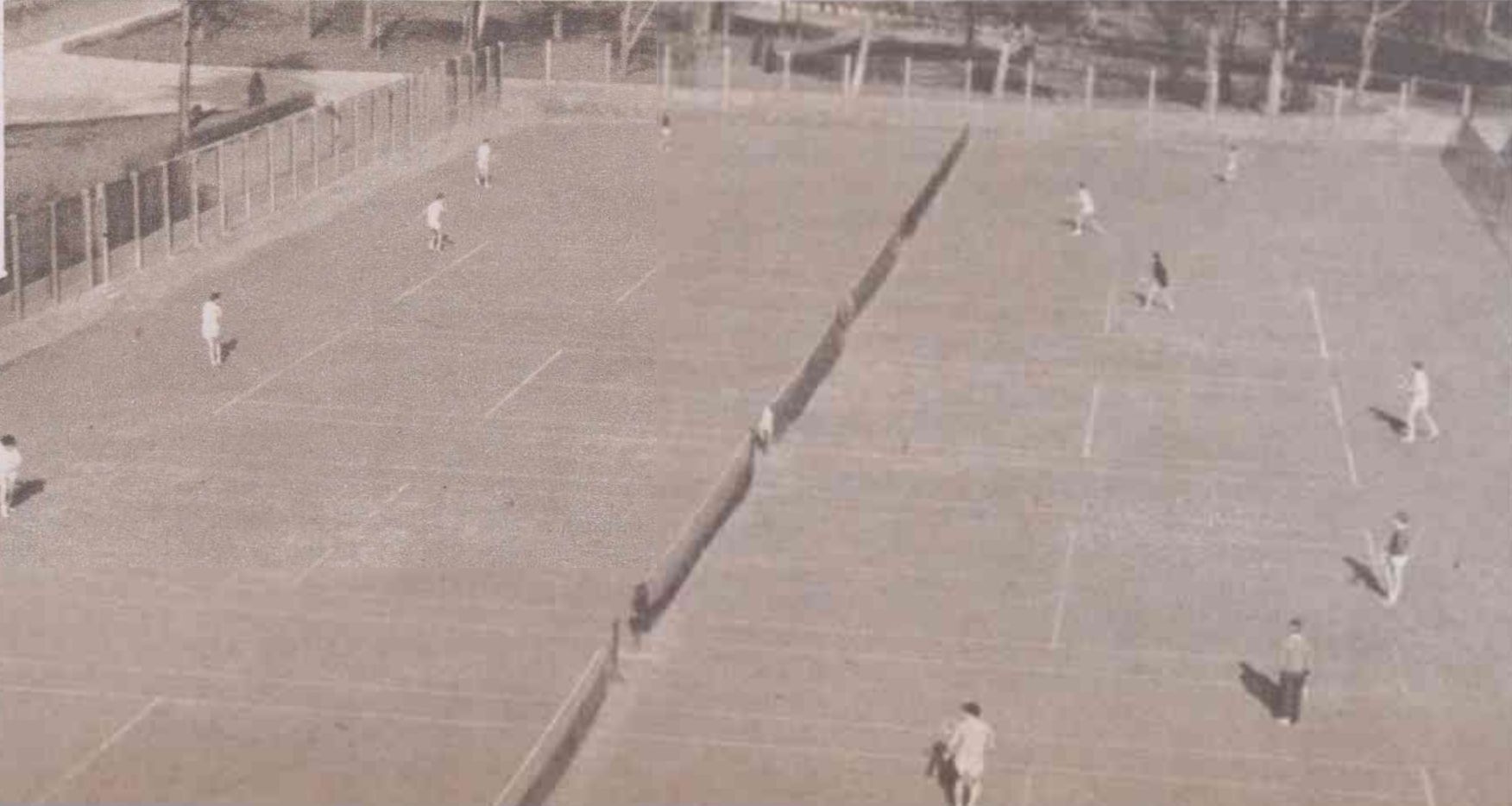
Terenuri de tenis (1966)

Parcul Sportiv Universitar "Profesor Iuliu Hațieganu" sau Parcul "Babeș" (după vechea denumire) este campusul Facultății de Educație Fizică și Sport din cadrul UBB Cluj. A fost înființat între anii 1930-1932 de către profesorul Iuliu Hațieganu, rector al universității clujene.

## Istoric
Construcția parcului sportiv a fost inițiată la începutul anilor 1930 de către Dr. Iuliu Hațieganu, pe atunci rector al Universității Regele Ferdinand I, în memoria fiului său, care a murit la vârsta de 8 ani. Parcul a fost creat în 1935-36, contopind spațiul verde existent și terenurile de sport ale ASTRA, pe baza unui proiect al inginerului orădean Gyula Kovács. Parcul a fost premiat cu medalia de bronz la expoziția de arhitectură sportivă organizată în timpul Jocurilor Olimpice de la Berlin din 1936. Clădirile au fost proiectate de Elemér Moll. 
Inițial a fost numit după Regele Carol al II-lea, care la inaugurare, a pășit pe betonul proaspăt turnat între piscina și poligonul de tragere pentru a-și lăsa amprenta pentru posteritate. Placa de beton a fost ulterior spartă și îndepărtată în timpul comunismului. După Dictatul de la Viena, între anii 1940 și 1945, parcul a purtat numele lui Miklós Horthy, iar între 1945 și 1948 numele Regelui Mihai I al României. După 1948, s-a numit Parcul Sportiv Universitar, apoi parcul Victor Babeș, într-un final căpătând numele fondatorului, Iuliu Hațieganu, pe care l-a păstrat până în prezent. 

## Facilități
O prezentare succintă a bazelor sportive, ar fi următoarea:
- sală de jocuri sportive "Gheorghe Roman"
- sală de jocuri sportive "Vasile Geleriu"
- bazin de înot acoperit, cu tribune
- sală de aerobic
- sală de atletism
- sală de forță
- sală de masaj
- pistă de atletism acoperită cu material sintetic
- 2 terenuri de fotbal cu gazon și 1 cu zgură
- 1 teren rugby
- 1 teren de minifotbal cu suprafață sintetică și nocturnă
- 11 terenuri tenis cu zgură
- 2 terenuri tenis cu bitum
- o platformă cu bitum (cu terenuri de handbal, baschet, minifotbal)
- vestiare

Intrarea și desfăsurarea activităților sportive în parc se face contra unui bilet de acces.
Studenții și membrii UBB Cluj beneficiaza de reduceri .